# Daniel De Nichile
Daniel Eduardo Salgado De Nichile (San Paolo, 31 ottobre 1976) è un ex giocatore di calcio a 5 brasiliano naturalizzato italiano.

## Carriera
Noto come Jabá, nel dicembre del 2013 si trasferisce all'Orte.

## Palmarès
- Coppa Italia: 2

Lazio: 2002-03
Marca: 2009-10
- Coppa Italia di Serie A2: 1

Cogianco Genzano:  2011-12
- 1998/99 Campionato brasiliano
- 3 volte campione paulista